# Luisito Benjamín
Luisito Benjamín, eigentlich Luis Adrián Benjamín Laverne (* 4. Dezember 1922 in Yabucoa; † 13. Juli 1988 auf Vieques, Puerto Rico) war ein puerto-ricanischer Pianist. 
Luis Adrián „Luisito“ Benjamín Laverne hatte als Kind Klavier- und Saxophonunterricht bei seinem Vater, dem Bandleader, Posaunisten, Pianisten und Geiger Adrián Benjamín und trat mit dessen Band, den Los Caribbean Kids auf. Er spielte in der US Army in Tanzbands, leitete Orchester und reiste später als Pianist durch die USA und die Karibik. Luisito Benjamín war Pianist der Band von Miguel Valdez und realisierte auch zahlreiche Soloaufnahmen mit lateinamerikanisch beeinflusster Tanzmusik.